# Трагическая неделя (Аргентина)
Восстание в Аргентине 1919 года или Трагическая неделя (исп. Semana Trágica) — серия вооружённых выступлений анархистов и рабочих в январе-феврале 1919 года, в период так называемой «социальной революции», в Средней Аргентине, приведшая к кровопролитным столкновениям. 2 декабря 1918 года забастовали работники металлургических заводов «Васена». 3 января 1919 года произошли столкновения между бастующими и репрессивными силами. 7 января полиция напала на группу трудящихся; около 6 рабочих было убито и 30 ранено. Так началась «Трагическая неделя». ФОРА V конгресса объявила 8 января всеобщую стачку; забастовка распространилась на Мар-дель-Плату, Росарио, Санта-Фе и другие города. ФОРА IX конгресса вынуждена была присоединиться к выступлению. В ходе похорон рабочих, убитых полицией, последовали новые репрессии, число жертв росло. Манифестация участников похорон прошла до кладбища Чакарита, собрав 200 тысяч человек; разгоряченная масса принялась штурмовать церкви, склады оружия и полицейские комиссариаты. Мастерские «Васена» подверглись нападению и были сожжены. Столкновения происходили по всему городу.
11 января ФОРА IX конгресса договорилась с правительством о прекращении забастовки и призвала вернуться на работу, но анархистская ФОРА продолжала борьбу, в одиночку противостоя репрессиям со стороны армии, полиции и полуполицейских формирований, созданных молодыми буржуа из Аргентинской патриотической лиги. Конфликт завершился в середине января. Анархистская ФОРА и все анархистские издания были запрещены. В 1919 году произошло 367 забастовок — рекордное число в истории Аргентины.
20 июня 1920 года ФОРА V конгресса договорилась о совместных действиях с Аргентинской аграрной федерацией. В сентябре анархистская ФОРА провела внеочередной конгресс с участием более 400 рабочих обществ. В последующие годы их число увеличилось до 600.

## История
В то время в регионе Ла-Платы распространились идеологии марксизма и анархизма, частично из-за значительной иммиграции из Европы; кроме того, недавние Мексиканская и Великая Октябрьская социалистическая революции рассматривались как стимул для рабочего класса к активным действиям. В то же время в Аргентине началась активная индустриализация, параллельно модели страны-экспортёра продовольствия, из-за чего в стране сформировался обширный класс пролетариата.
События Трагической недели начались 7 января 1919 года с забастовки рабочих металлургических предприятий в Буэнос-Айресе, которые вышли на площадь Мартина Фьерро (округ Сан-Кристобаль). Забастовщики требовали сокращения рабочего дня с 11 до 8 часов, лучших условий работы, увеличения срока отпуска, увеличения заработной платы и возвращения уволенных. Компании попытались продолжить производство с помощью штрейкбрехеров, которых им предоставила Ассоциация труда. Вражда рабочих и этих временных работников привела к жестоким столкновениям между ними, для подавления которых полиция использовала тяжёлое вооружение против рабочих. Столкновения распространились и на другие районы города, где протестующие били окна и бросали камни с мостовых. При этом четыре работника погибли, а 30 были тяжело ранены, несколько из них погибли позже.
Действия полиции вызвали протест рабочих организаций страны, таких как Региональная рабочая организация Аргентины IX Конгресса (исп. FORA del IX º) и V конгресса (исп. FORA del V º), социалистов, коммунистов, революционных синдикалистов и анархистов, которые 8 января призвали к забастовке по всей стране, которая должна была начаться 9 января. В тот же день многие рабочие собрались для захоронения убитых 7 января. В 17 часов они прибыли к кладбищу Чакарита в Буэнос-Айресе, где из-за обвинений в адрес депутатов со стороны митингующих полиция открыла огонь по процессии. Согласно проправительственной газете «Ла Пренса», погибло 8 человек, тогда как социалистические газеты указывали число в более чем 50 убитых. Это событие вызвало начало широкомасштабных и хаотичных боев рабочих с полицией.
Правящими классами были сформированы группы ополчения «Патриотической лиги Аргентины» с целью охраны консервативных ценностей, традиций, а главное — собственности богатого класса. Эти группы преследовали и убивали лидеров рабочего движения, однако они стали нападать и на иностранцев и их имущество. Ими были избиты и убиты многие евреи, русские, поляки, немцы и других. Согласно газете «La Vanguardia» от 14 января, в городе погибло около 700 рабочих и около 4000 были ранены.
Рабочие имели преимущество перед полицией и патриотической лигой, «Ла Пренса» писала об угрозе «революционной войны». Однако президент Иполито Иригойен передал город под военное командование полковника Луиса Дельепиане, который мобилизовал войска для наведения порядка, столкновения с которыми увеличили число убитых до около 1000 человек. В результате репрессивных действий полиции, правительственных войск (среди которых был и полковник Хуан Перон) и «Патриотической лиги» и действий правительства, которое заставило владельцев предприятий согласиться на условия забастовщиков и освободило лидеров FORA, насилие прекратилось до 17 января 1919 года.